# John Suenson-Taylor (3e baron Grantchester)
Pour les articles homonymes, voir Taylor et Grantchester (homonymie).
Christopher John Suenson-Taylor, 3e baron Grantchester (connu sous le nom de John Grantchester né le 8 avril 1951) est un pair britannique et un homme politique travailliste.

## Biographie
Il est le fils du 2e baron Grantchester et de Betty Moores et fait ses études au Winchester College, où il est dans l'équipe de football de l'école, et à la London School of Economics, où il obtient un baccalauréat ès sciences en économie.
Lord Grantchester est le petit-fils de John Moores (homme d'affaires) (en), et sa mère est à la tête de la famille Moores jusqu'à sa mort en 2019, fondatrice des pools de football et des commerces de détail de Littlewoods basés à Liverpool. Lord Grantchester est un ancien directeur de Littlewoods. Il est classé 85e dans la liste des fortunes du Sunday Times 2015 avec une valeur nette de 1200 millions de livres sterling.
Il est un dirigeant de son équipe de football préférée, Everton. Il a souvent été inscrit sur la liste des riches FourFourTwo en raison de sa participation. En décembre 2015, il possédait 8,5 % du club. Il quitte le conseil d'Everton en décembre 2000. Il est administrateur de la Fondation pour le sport et les arts. Il est également administrateur de la David France Collection, la plus grande collection de souvenirs de football spécifiques aux clubs au monde.
Lord Grantchester dirige une ferme laitière près de Crewe, Cheshire. Il est président de la South West Cheshire Dairy Association, membre du conseil de la Cheshire Agricultural Society et de la Royal Agricultural Society. Il est le président de l'une des plus grandes entreprises laitières et fromagères du Royaume-Uni, les producteurs laitiers de Grande - Bretagne, représentant 10% du marché laitier britannique, lorsqu'elle est entrée sous séquestre en juin 2009.
En 1995, il succède à son père comme baron. Il remplace le défunt Lord Milner de Leeds comme l'un des 92 pairs héréditaires restés à la Chambre des lords en vertu de la House of Lords Act 1999 après avoir battu David Pollock (3e vicomte Hanworth) par deux voix contre une lors d'une élection partielle pour le siège travailliste en octobre 2003. Il est membre des Amis travaillistes d'Israël .
Sous la direction d'Ed Miliband, il est whip de l'opposition du 8 octobre 2010 au 18 septembre 2015. Il est aussi ministre fantôme de l'environnement, de l'alimentation et des affaires rurales, en 2014.